# Kokon
Kokon (z fr. cocon – powłoka) – zewnętrzna osłona jaj zwierząt z różnych jednostek systematycznych (robaków, pierścienic, mięczaków i stawonogów) zbudowana z różnych wydzielin ciała. Kokon jest wytwarzany przez zapłodnioną samicę, w formie jednolitej, skórzastej powłoki, izolującej jajo od otoczenia, chroniącej przed niesprzyjającymi warunkami środowiska, drapieżnikami i rozwojem grzybów. Zawiera substancje odżywcze dla wylęgającego się zwierzęcia. W szerszym znaczeniu termin kokon używany jest również dla oprzędu i kokonu rzekomego.
Typowe jednolite kokony występują u pierścienic, zwłaszcza u siodełkowców. Produkowane są przez gruczoły znajdujące się w pobliżu ujścia żeńskiego układu rozrodczego. Kokon siodełkowców budowany jest przez gruczoły klitellum. Karaczany i modliszki składają jaja w pakietach jajowych (torebkach) osłoniętych ooteką. Po wylęgnięciu, materia kokonu jest często pierwszym pokarmem larw.
Kokony jajowe z włókien są typowe dla pająków. Samica pająka przy pomocy kądziołków przędnych buduje ze splątanych nici osłonkę i składa do jej wnętrza jaja. Po tej czynności całość oplątuje dodatkowymi nićmi i przymocowuje nowymi nićmi w miejscu osłoniętym od deszczu (np. pod liściem) lub zabiera ze sobą na grzbiecie i pilnuje. W tym pierwszym przypadku można mówić o umieszczeniu kokonu w oprzędzie.
Przed przemianą w poczwarkę larwy koszówkowatych i chruścików budują dodatkowy kokon właściwy. Te kokony powstają wewnątrz dotychczasowych domków, natomiast tzw. chruściki bezdomkowe budują wtedy kokony pierwszy raz. Wiele larw chrząszczy przed przejściem w stadium poczwarki przygotowuje sobie tzw. kolebkę, np. dyląż garbarz buduje ją ze zlepionych śliną i odchodami drobnych fragmentów drzewnych oraz ziemi.
Kokony pełnią rolę maskującą i ochronną (pasożyt ma trudności z rozpoznaniem gatunku i ustaleniem odpowiedniego miejsca trafienia pokładełkiem).

Kokon, zwłaszcza w ziemi, stanowi przestrzeń izolującą od wilgoci, a tym samym zapobiega zagrzybieniu jaja.